# 林田百加
林田 百加（はやしだ もか、2000年9月14日 - ）は、日本の元グラビアアイドル、元タレント。東京都出身。元アミティープロモーション所属。

## 経歴
大学1年生の時に女優を目指して芸能スクールに通い始めた。その芸能スクールのオーディションで現在のマネージャーに出会い、アミティープロモーションに所属することとなった。
2020年3月に東京・秋葉原の「Fresh!撮影会」で撮影会モデルデビューした。以来、水着を含む撮影会モデルとしても活躍しており、9月にはFresh!撮影会による「フレッシュスペシャル大撮影会 in 川越プール」に出演した。
また、同年8月21日には早くも1stDVD『ピュア・スマイル』（竹書房）を発売し、同10月17日にリリースイベントを行った。
2020年10月31日には、桜井木穂、西本ヒカルとともにハロウィン撮影会を行った。
2021年12月17日、グラビアアイドルDVD販売会社が選ぶアワード『グラビア・オブ・ザ・イヤー2021』（主催：キネマ旬報社）にて、ネクスト・ブレイク賞を受賞した。
2022年12月22日、『グラビア・オブ・ザ・イヤー2022』（主催：グラビア・オブ・ザ・イヤー実行委員会、協力：キネマ旬報社・ガジェット通信）にて、ベスト・パフォーマンス賞を受賞した。
2023年1月5日、グラビアアイドルDVDの発売イベントを取材する記者の立場から、今年最も輝いたグラドルを選ぶ『記者・編集者が選ぶグラドルアワード2022』にて、特別賞（準グランプリ）を受賞した。同年3月に中央大学を卒業。同年10月30日、『週刊プレイボーイ』（集英社）の創刊57周年企画「NIPPONグラドル57人」にグラビアニュージェネレーションの1人として掲載された。
2024年9月9日、NEW PIECE所属（業務提携者含む）の林田を含む8名（他は斎藤恭代、花咲楓香、雪村花鈴、石井優希、小日向結衣、波崎天結、工藤菫）で『ヤングキング』（少年画報社）2024年19号の表紙＆巻頭グラビアを担当した。
2025年1月6日、契約満了に伴い同年2月をもってアミティープロモーションを退所し、NEW PIECEとの業務提携も終了することを自身のSNSで告知した。また翌7日発売の『FLASH』（光文社）にて、袋とじの撮り下ろしグラビアとともに芸能活動を引退することを発表した。2月26日、Instagramを更新し、芸能活動引退の裏側の事情について説明した。

## 人物
- 趣味は音フェチ動画を見ること（特にラクダの咀嚼音）、携帯ゲームやSwitch、リアル脱出ゲーム[3]。セールスポイントはエナジースマイル[3]。
- 特技は水泳、バランスボール、高速でコンタクトレンズを付け替えること[1][3]。
- 3歳から始めた水泳はキャリア15年である[3][12]。
- イメージDVDでの大胆なハイレグ水着を着用することから、「令和のハイレグプリンセス」と称されている[24][25]。
- 毎クール約30作品をチェックしている“深夜ドラマニア”であり[26]、BUBKA WEBにて『深夜ドラマコラム』（全20回）の連載を担当した[27]。

## 出演

### テレビ番組
- 参りました！貧ぼっちゃまの大発明（2020年7月24日、フジテレビ）[28][29]
- ナンバMG5（2022年4月13日 - 6月22日、フジテレビ）- 春野芽衣 役[30]
- 二軒目どうする?〜ツマミのハナシ〜（2022年11月6日〈5日深夜〉、テレビ東京）[28]
- 夫の家庭を壊すまで 最終話（2024年9月30日、テレビ東京）[31]

### ウェブ配信
- 道具屋ウツロ（2020年3月28日、YouTube）[32][33]
- 幽霊トンネル（2020年7月24日、YouTube）- 田所梓 役[34]

### 音声配信
- よゐこ有野のノーギャラジオ（2021年12月27日[35]、2023年9月25日[36]、Radiotalk）
  - 公開生放送！よゐこ有野のノーギャラジオIN しらこばと水上公園（2023年5月20日、Radiotalk）[37]

### CM
- イエローハット「交通安全が看板」篇（2020年11月10日 - ）

## 作品

### イメージビデオ
※太字のタイトルはBD版も併売。
- ピュアスマイル（2020年8月21日、竹書房）[38][39]
- ハイレグプリンセス （2021年1月20日、ラインコミュニケーションズ）[40][41]
- 百加日記（2021年7月21日、竹書房）[42][43]
- ふりむいて!もか先生（2021年12月20日、ラインコミュニケーションズ）[44][45][46]
- ハイレグの国（2022年4月22日、竹書房）[47][48]
- 甘サド美少女（2022年8月23日、エアーコントロール）[49][50]
- 君はまだプリンセスさ（2022年12月21日、スパイスビジュアル）[51][52]
- またガール（2023年4月20日、ラインコミュニケーションズ）[53][54][55]
- ハイレグコレクション（2023年8月20日、ラインコミュニケーションズ）[56][57][58]
- ハイレグ天使が舞い降りた（2023年12月22日、竹書房）[59][60]
- 鋭角姫の帰還（2024年4月26日、竹書房）[61][62]
- ハイレグの流儀（2024年8月20日、ラインコミュニケーションズ）[63][64]
- ハイレグアーマーの入手方法（2024年12月24日、エアーコントロール）[65][66]

## 出版

### 写真集
- ハイレグの国（2022年3月25日、竹書房、撮影：小塚毅之）ISBN 978-4801930353[67][68]
- Fake（2023年1月27日、ワニブックス、撮影：唐木貴央）ISBN 978-4847084713[69]
- 鋭角姫の帰還（2024年3月29日、竹書房、撮影：小塚毅之）ISBN 978-4801939325[70]
- VERY GOOD（2025年3月12日、徳間書店、撮影：小塚毅之）ISBN 978-4198659783[71][72]

### デジタル写真集
- LOVE is ハイレグ！（2021年1月9日、秋田書店［ヤングチャンピオンデジグラ］）
- 林田百加が水着でタクシー＆バランスボール（2021年6月17日、講談社［ヤンマガデジタル写真集］、撮影：槇野翔太）[73]
- ハイレグ切っちゃった（2022年2月1日、光文社［FLASHデジタル写真集］、撮影：木村哲夫）[74]
- ハイレグで誘惑しちゃった（2022年2月8日、光文社［FLASHデジタル写真集］、撮影：木村哲夫）[75]
- ハイレグ光っちゃった（2022年2月18日、光文社［FLASHデジタル写真集］、撮影：木村哲夫）[76]
- ハイレグでパリピっちゃった（2022年2月25日、光文社［FLASHデジタル写真集］、撮影：木村哲夫）[77]
- ハイレグの国 アザーカット版（2022年4月21日、竹書房［Bamboo e-Book］、撮影：小塚毅之）
- ハイレグな彼女（2022年7月15日、扶桑社［SPA!デジタル写真集］、撮影：岡本武志）[78]
- 令和式ハイレグ極み（2022年9月1日、秋田書店［ヤングチャンピオンデジグラ］）
- もかすまいる（2022年9月27日、ラインコミュニケーションズ［Idol Line］、撮影：富田恭透）
- ふりむいて！もか先生（2022年9月27日、ラインコミュニケーションズ［Idol Line］、撮影：佐賀章広）
- ハイレグ・もかブレンド （2023年1月8日、秋田書店［月チャンデジグラ］）
- 君はまだプリンセスさ 〜Ver.1〜（2023年2月21日、スパイスビジュアル）
- 君はまだプリンセスさ 〜Ver.2〜（2023年2月23日、スパイスビジュアル）
- サボタージュ（2023年3月1日、白夜書房［BUBKAデジタル写真集］、撮影：高橋慶佑）[79]
- Kiss You（2023年3月22日、エー・ビー・エンターテイメント）
- mokakamo（2023年4月27日、ワニブックス［ワニブックスデジタル写真集］、撮影：唐木貴央）[80]
- Best Selection（2023年4月27日、ワニブックス［ワニブックスデジタル写真集］、撮影：唐木貴央）[81]
- 令和のハイレグお嬢様（2023年5月12日、双葉社［漫画アクションデジタル写真集］、撮影：惠原祐二）[82]
- 週刊GIRLS-PEDIA 018（2023年6月1日、KADOKAWA）[83]
- ハイレグ・オールスターズ(S) 1･2･3･4･DX（2023年8月25日、小学館［visual GRACIAS!］、撮影：小塚毅之）[84][85][86][87][88]
- ハイレグLOVER（2023年8月30日、KADOKAWA［Gテレデジタル！］）[89]
- ハイレグ王女（2023年10月31日、ガイドワークス、撮影：八坂悠司）[90]
- ハイレグ・オールスターズ(P) 1･2･3･DX（2023年11月10日、ソニー・ミュージックエンタテインメント［GRA-DIVA］、撮影：小塚毅之）[91][92][93][94]
- もかレグ ―ハイレグ天使が舞い降りた―（2024年1月1日、講談社［FRIDAYデジタル写真集］、撮影：富田恭透）[95]
- MDS Gravure Collection 002（2024年1月31日、三和出版、撮影：田村浩章）共演：斎藤恭代
- ハイレグ・ワールド 1･2･DX（2024年2月23日、小学館［sabra net e-Book］）[96][97][98]
- ハイレグ・ファンタジスタ 3･4･DX（2024年5月24日、小学館［sabra net e-Book］）[99][100][101]
- ハイレグマイスター（2024年6月1日、秋田書店［ヤングチャンピオンデジグラ］）
- ニューピースGIRLS もうビシャビシャ！（2024年10月18日、小学館［週刊ポストデジタル写真集］、撮影：小塚毅之）共演：石井優希、工藤菫、小日向結衣、斎藤恭代、花咲楓香、波崎天結、雪村花鈴[102]
- ハイレグ女王の秘密（2024年11月8日、扶桑社［SPA!デジタル写真集］、撮影：佐藤裕之）[103]
- ハイレグ島のお姫様（2024年11月8日、小学館［週刊ポストデジタル写真集］、撮影：塩原洋）[104]
- ラスト・ハイレグプリンセス（2025年1月14日、光文社［FLASHデジタル写真集］、撮影：小塚毅之）[105]

### カレンダー
- 林田百加 2023年カレンダー（2022年11月5日、トライエックス）[106]
- 林田百加 2024年カレンダー（2023年9月30日、トライエックス）[107][108]
- 林田百加 2025年カレンダー（2024年10月5日、わくわく製作所）[109][110]

### トレーディングカード
- 林田百加 ファースト・トレーディングカード（2022年10月8日、ヒッツ）[111][112]
- 林田百加 Vol.2 トレーディングカード（2023年11月4日、ヒッツ）[113][114]